# Catharine Beecher

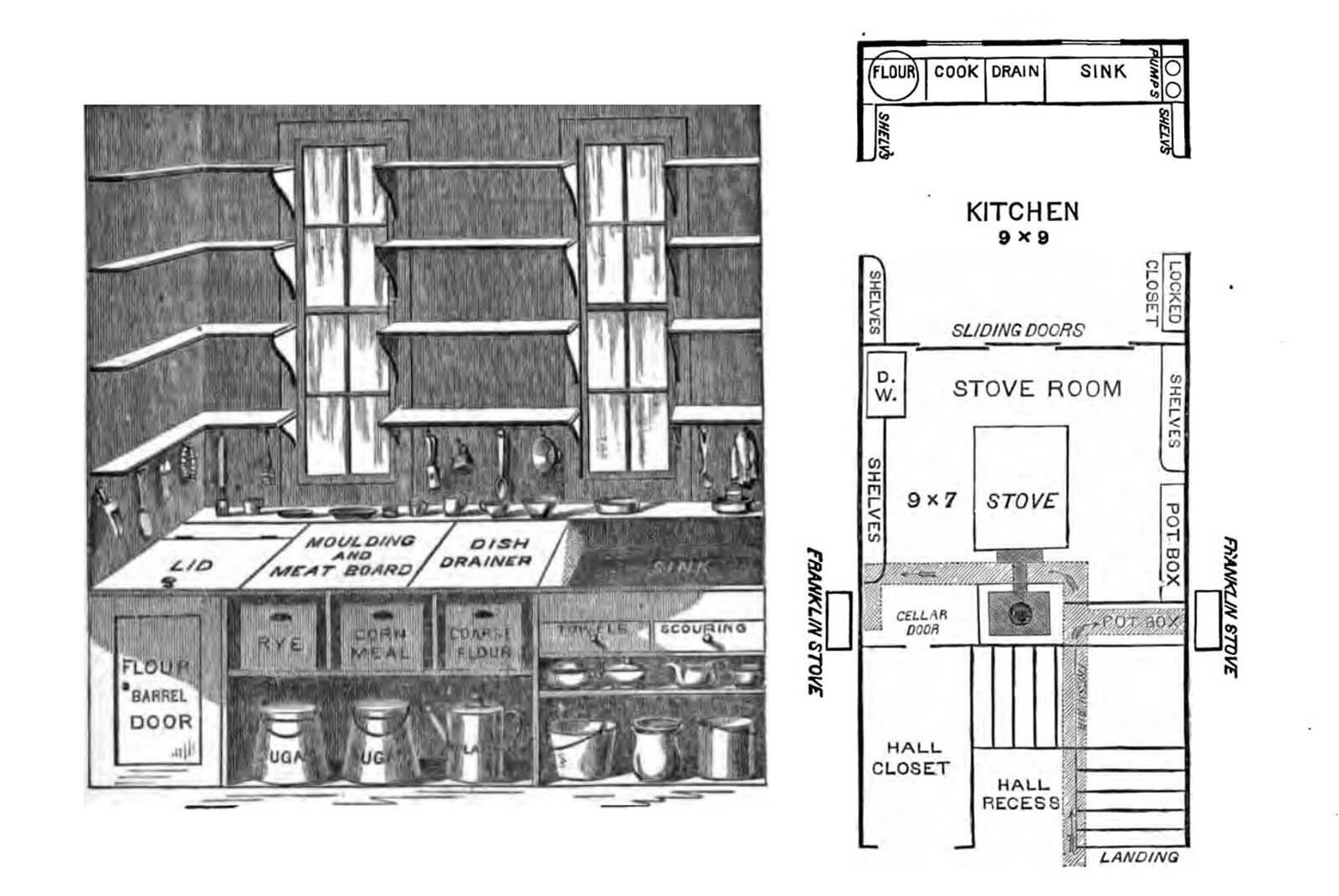
Cuina model de Beecher basada en l'ergonomia

Catharine Esther Beecher, més coneguda com a Catharine Beecher (East Hampton, EUA, 6 de setembre de 1800-Elmira, EUA, 12 de maig de 1878), fou una educadora i escriptora americana que va popularitzar i va donar forma a un moviment ideològic conservador per consolidar el lloc de les dones en l'àmbit domèstic de la cultura nord-americana. Fou pionera en optimitzar el treball a la cuina basat en l'ergonomia es remunten al seu llibre A Treatise on Domestic Economy de 1841, amb un disseny que incloïa prestatges regulars a les parets, un ampli espai de treball i zones d'emmagatzematge dedicades per a diversos aliments, i va separar les funcions de preparar i cuinar els aliments.